# ويليام تايلر (عازف قيثارة)
ويليام تايلر (بالإنجليزية: William Tyler)‏ هو عازف قيثارة أمريكي، ولد في 25 ديسمبر 1979 في ناشفيل في الولايات المتحدة.

## وصلات خارجية
- الموقع الرسمي
- ويليام تايلر على موقع ميوزك برينز (الإنجليزية)
- ويليام تايلر على موقع ميوزك برينز (الإنجليزية)
- ويليام تايلر على موقع أول ميوزيك (الإنجليزية)
- ويليام تايلر على موقع ديسكوغز (الإنجليزية)
- ويليام تايلر على موقع ديسكوغز (الإنجليزية)